# Chañi

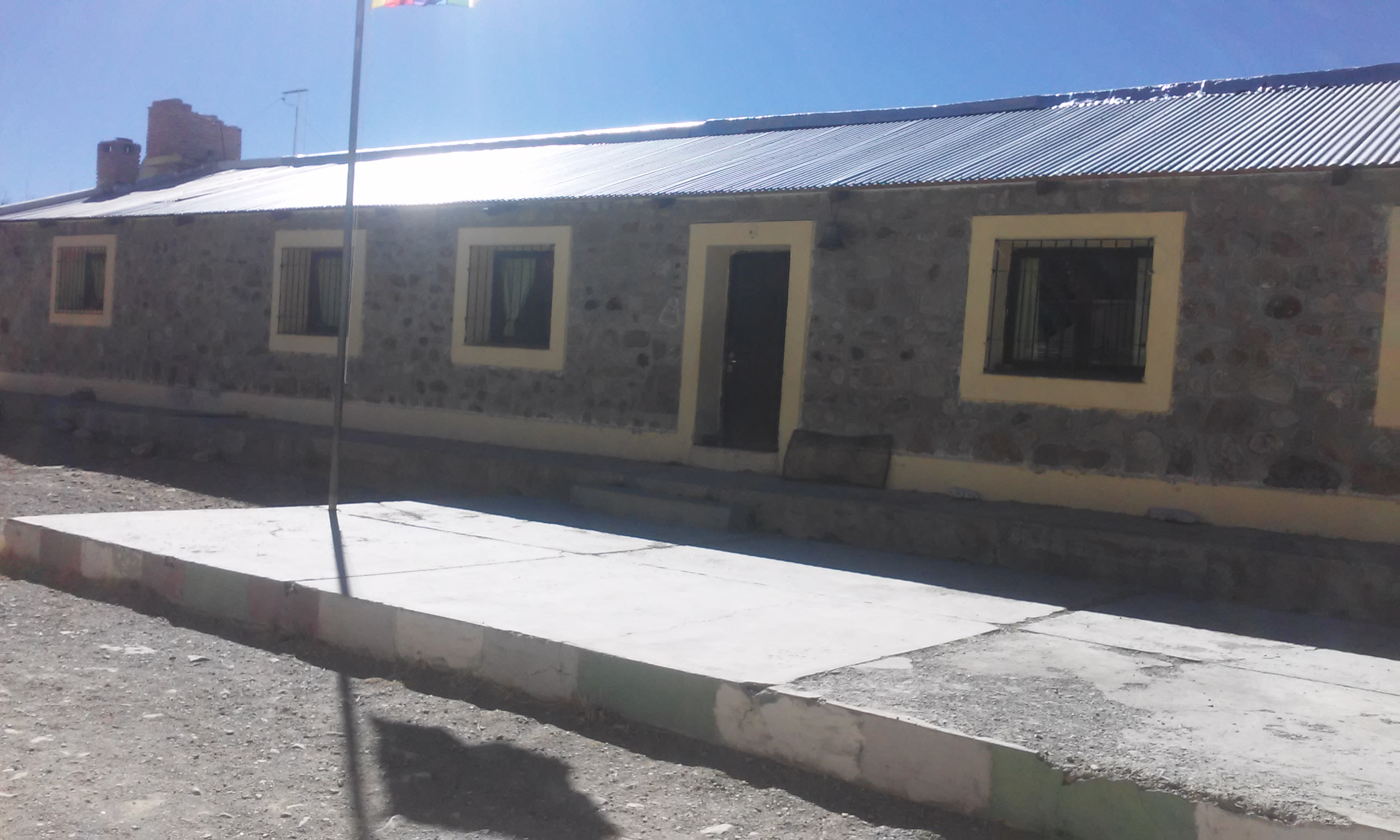
Escuela primaria N.º 4422 "Crucero A.R.A. General Belgrano. Potrero de Chañi

El cerro Chañi, más conocido como Nevado de Chañi, es el cerro más alto de los Andes jujeños. Su altitud máxima, de 5896 m s. n. m., es la mayor de la provincia argentina de Jujuy. Como otros picos elevados de la región, es visitado por alpinistas y aficionados al montañismo de todas partes del mundo.
Esta montaña forma parte de la sierra homónima, y parte de la misma sirve de límite entre las provincias de Jujuy y Salta.
Cómo llegar
Se accede al mismo por distintos caminos:
1. Por la Provincia de Salta. Es importante saber que hay 15 km de caminata hasta el pie del Nevado desde el paraje "Potrero de Chañi" dónde finaliza el camino vehicular. Partiendo desde la ciudad de Salta se recorre una distancia de 140 km. Se va por RN 51 transitando 88 km de asfalto hasta la localidad "Puerta Tastil", luego desde allí se toma un camino rural con señalización hacia "San Bernardo de las Zorras", son 37 km. por camino de ripio, en el tramo inicial este camino acompaña a las vías del ferrocarril Gral. Belgrano ramal C14. En el trayecto se va pasando por los parajes "Tacuara", "San Bernardo de las Zorras", "El Rosal" y finalmente "Potrero de Chañi". La mayor parte del año se puede acceder hasta en automóvil, es utilizado regularmente por profesores y enfermeros, en temporada de lluvias puede volverse intransitable por un tiempo.

1. Por la ruta 52 que va a Chile, y después la RN 40, por el tramo hacia San Antonio de los Cobres
2. Por Tumbaya, siguiendo la Quebrada homónima, 43 km al norte de San Salvador de Jujuy
3. Por la localidad de León, provincia de Jujuy, siguiendo el cauce del río del mismo nombre.

## Historia
Los primeros escaladores fueron los incas de la zona, los cuales escalaron con un sentido religioso, como era su costumbre en la Cordillera de los Andes.

En 1905, una expedición en el marco de una campaña militar encontró en la cima de la montaña el cuerpo conservado por las condiciones climáticas de un niño de 5 años con todo su ajuar, producto probablemente de un sacrificio humano o capacocha. El niño llevaba puesta como vestidura una túnica o uncu, y una wincha de hilos torcidos ceñían su frente. Integraban el ajuar, además: un peine de caña, dos ponchos (uno rojo y otro arena), dos fajas de colores, una bolsa tejida y recubierta con plumas que contenía hojas de coca, dos pares de sandalias u ojotas correspondientes a los pies del niño, un estuche de caña pirograbado y un disco de barro cocido que en su centro tiene una prominencia con perforación, para ser sostenido.  
"Se trata de una momia de un infante de unos cinco años de edad, aproximadamente, cuyo sexo no se puede determinar. Su posición in situ debió ser vertical. Tiene la cabeza fuertemente inclinada sobre el pecho y la columna de la zona dorsal y cervical con una marcada incurvación hacia adelante. El brazo izquierdo flexionado con la mano tocando la cara y el derecho con el antebrazo formando un ángulo recto y con los dedos apretados sobre la palma. Las piernas flexionadas, formando un ángulo con el tórax. El pie izquierdo toca casi la región glutea. De la pierna derecha sólo se conserva el muslo. El cráneo, casi desprovisto de músculos, conserva únicamente la cara. Quedan restos de cabello, que es de color castaño bastante claro, posiblemente decolorado."  
Para 1966, la momia se hallaba totalmente ennegrecida.
La momia actualmente se conserva en el museo Etnográfico de Buenos Aires.
Las primeras escaladas científicas y deportivas se realizaron a principios del siglo XX. La primera escalada dirigida por Federico Reichert, considerado padre del andinismo argentino se realizó en 1904. Durante una expedición dirigida por los arqueólogos Johan Reinhard y Constanza Ceruti en 2000 se completaron mediciones de los sitios arqueológicos saqueados en la cumbre.